# Graptemys pearlensis
Graptemys pearlensis е вид влечуго от семейство Блатни костенурки (Emydidae). Видът е застрашен от изчезване.

## Разпространение
Разпространен е в САЩ (Луизиана и Мисисипи).